# Петар Талетов
Петар Талетов (Београд, 1875 – Београд, 1955), у јавности познатији као Пера Талетов, био је српски новинар, писац, преводилац и позоришни критичар. Током 1921. године кратко време је био председник Српског новинарског удружења.

## Биографија
Пера Талетов био је син кафеџије Талета Стефановића, власника Талетове кафане, која се налазила на углу улица Краља Петра и Цара Душана у Београду. Није познато када се и где школовао. У периоду пре Првог светског рата, од 1910. до 1912. године, радио је као чиновник прес-бироа у владином листу „Трибуна“. Током рата је боравио у Француској.

## Новинарски рад
Пера Талетов био је дугогодишњи професиоиални београдски новинар. Песме, позоришне критике, приказе и огледе објављивао је у многим листовима и часописима, међу којима су: „Искра“ (1898), „Звезда“ (1899-1900, 1912), „Зора“ (1900), „Позориште“ (1901), „Бранково коло“ (1901-1902), „Летопис Матице српске“ (1901-1902), „Нада“ (1901-1902), „Босанска вила“ (1907-1909), „Народ“ (1907), „Трибуна“ (1910-1912), „Дело“ (1913-1915), „La Serbie“ (1918), „Листићи“ (1920), „Младост“ (1928), „Дачићеве народне новине“ (1936) и др.
Већ почетком 20. века Талетов гради озбиљну новинарску каријеру, па се 2012. године налази на месту председника Друштва новинарских сарадника. После Првог светског рата био је уредник дневног листа „Трибуна” и листа Радикалне странке „Нови живот”, шеф политбироа (1926) и новинар агенције Авала. Кратко време, током 1921. године, био је председник Српског новинарског удружења, после избора Душана Николајевића за председника Југословенског новинарског удружења.

### Позоришне критике
Пера Талетов спада међу плодније рецензенте свог времена. Писао је рецензије у мостарској “Зори” (1900), “Позоришту” (1901), сарајевској “Нади” (1901–2). “Босанској вили” (1908, 1909–10), “Звезди” (1912–13) и у “Делу” (1913–15). Његове рецензије су претежно позоришне. Осим позоришних рецензија, објавио је два исцрпна глумачка портрета, о Софији-Цоци Ђорђевић („Босанска вила“, 1908) и о Чича Илији Станојевићу („Дело“, 1915). Био је добар познавалац позоришта, али се у његовим текстовима често осећа полемички тон, лична нота и неодмерен суд, обично преоштар. Он је, на пример, одрекао дар Михаилу Исаиловићу и Ани Паранос. О глумцима је у својим рецензијама често писао безобзирно, чак и неправично. Међу онима које је нарочито оштро и неправично критиковао били су глумица Вукосава Јурковић и млади глумац Хајим Теста. Ипак, неки глумци су од њега добијали и позитивне критике. Међу њима је, осим Чича Илије Станојевића и Цоце Ђорђевић и Љубица Теодосијевић-Спиридоновић.
Талетов није критиковао само глумце и њихов рад, већ и само позориште: услове, опрему, управу и друго. Драматургу Ристи Одавићу оспоравао је заслуге за Народно позориште док је овај био на месту управника. Његове критике имале су значајан утицај на рад глумаца и самог Позоришта.

## Књижевни рад
Као писац Пера Талетов залагао се за неговање социјалне драме са темама из сеоског и градског живота. Написао је два социолошка романа и једну драму:
- Новац (роман, Мостар 1906)
- Нови људи (роман, Београд, 1920)
- Београдска трилогија (драма, Загреб, 1932)[1]

Његова драма „Београдска трилогија” приказивала се у Српском народном позоришту. Изведена је четири пута, а премијера је била 21. фебруара 1931.
Осим као позоришни, Талетов се истакао и као књижевни критичар. Своје критике је објављивао у многим угледним часописима свог времена.

### Преводилачки рад
Талетов се бавио и преводилачким радом. Преводио је дела немачких писаца, међу којима су:
- Сахер Мазох: Одабране новеле (Београд, 1896)
- Сахер Мазох: Женски султан (роман, књ. 1-3, Београд, 1898)
- Артур Шницлер: Умирање (роман, Београд, без године издања)
- Артур Шницлер: Код зеленог папагаја - овај комад, у преводу Талетова, извођен је 1913. године у Народном позоришту у Београду[1]

## Радови из области друштвених наука
Пера Талетов објавио је и неколико књига из социологије и политике:
- Савремени политичари (Београд, без године издања)
- Социологија и литература (Београд, 1921)
- Франц Јозеф – Владавина личног апсолутизма, I део (Београд, 1927)
- Демократизам (Београд, 1928)[1]